# Lucky Air
Pour les articles homonymes, voir Lucky.
Lucky Air (chinois : 祥鹏航空公司; pinyin: Xiángpéng Hángkōng Gōngsī) est une compagnie aérienne chinoise basée à Kunming. Elle est la filiale de Hainan Airlines créée en 2004.

## Flotte
En octobre 2020, la flotte de Lucky Air est composée des appareils suivants:

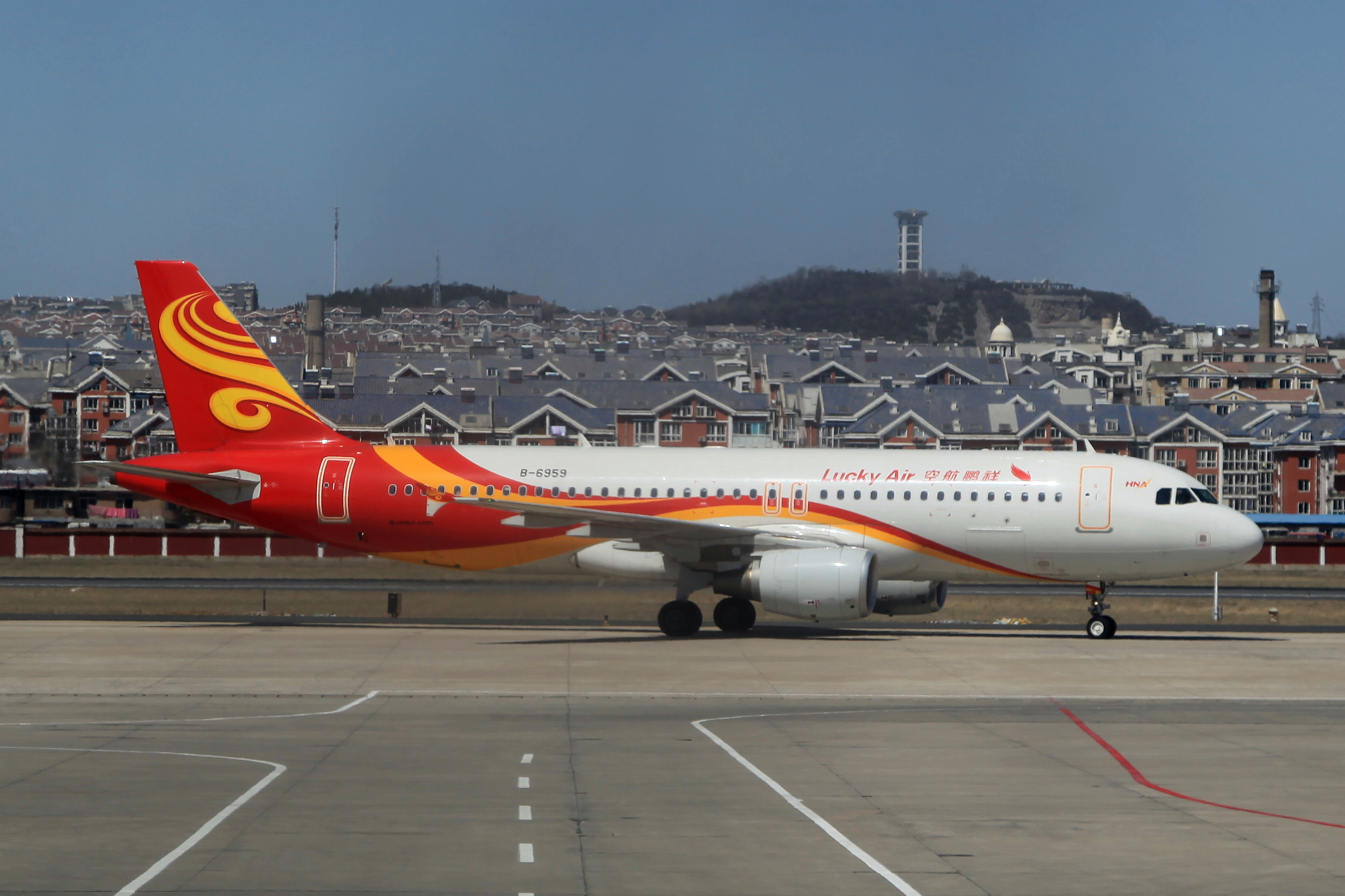
Airbus A320-214 de Lucky Air